# Thielenbrucher Hof
Thielenbrucher Hof ist ein Ortsteil im Stadtteil Gronau von Bergisch Gladbach. Es handelt sich dabei um eine Stichstraße des Gierather Mühlenwegs, deren westlichster Teil zur Stadt Köln im Stadtteil Dellbrück gehört.

## Geschichte
Die Bezeichnung Thielenbrucher Hof geht auf ein Hofgut zurück, das hier im 16. Jahrhundert am benachbarten sumpfigen Waldgelände Thielenbruch gestanden hat. Im Abgabenverzeichnis des Hebborner Hofes wurde die Siedlung 1730 als Thiel Gut erwähnt. In dem Bestimmungswort Thielen ist der Personenname Thiel enthalten. Thiel von Thurn, Inhaber des Thurner Hofs, besaß 1412 auch den Thielenbruch. Das Grundwort bruch leitet sich vom althochdeutschen bruoh und dem mittelhochdeutschen bruoch (= Moorboden, Sumpf) ab und deutet auf ein sumpfiges Gelände hin.